# Piotr Czarnkowski (zm. 1591)
Piotr Czarnkowski herbu Nałęcz III (zm. przed 1 marca 1591 roku) – kasztelan poznański w latach 1552-1590, kasztelan kaliski w latach 1550-1552, starosta kcyński, starosta babimojski w 1563 roku.

## Rodzina
Syn Macieja, kasztelana bydgoskiego i Katarzyny Opalińskiej, córki Piotra, kasztelana lądzkiego. Brat Andrzeja (1507-1562), biskupa poznańskiego, Stanisława (zm. ok. 1569/1573), starosty kłeckiego, Wojciecha (zm. 1578), kasztelana śremskiego i rogozińskiego, Magdaleny i Barbary.
Poślubił Reginę Kościelecką, córkę Stanisława Kościeleckiego, kasztelana kruszwickiego i dobrzyńskiego. Przyszła żona była wdową po Stanisławie Kościelckim (zm. 1541), synu Jana Janusza (zm. 1545), kasztelana kowalskiego, łęczyckiego, kaliskiego oraz wojewody inowrocławskiego, brzeskiego i łęczyckiego.
Małżeństwo był bezpotomne.
Do historii przeszedł jako gorliwy katolik.
W 1573 roku potwierdził elekcję Henryka III Walezego na króla Polski.